# Шир Алі

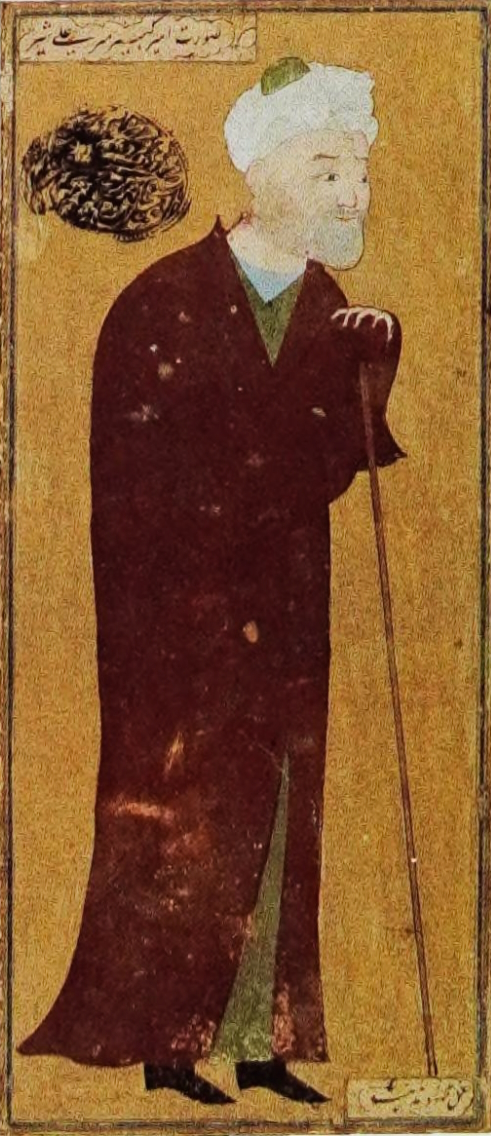
письменник Алішер Навої

Шир Алі або Шер Алі, Шир-Алі, Шер-Алі, Ширалі, Алішер - ім'я мусульманського, арабського походження, дослівно означає Лев Алі по імені четвертого мусульманського халіфа Алі ібн Абу Таліба, якого особливо шанують шиїти. Схожі імена з близьким значенням - Асадулла (Лев Божий) і Хайдар (Лев).
Серед відомих носіїв імені:
- Алішер Навої - узбецький письменник;
- Шир Алі хан Баракзай - емір Афганістану;